# 曼塔斯·卡尼提斯
曼塔斯·卡尼提斯（1986年9月6日—），立陶宛籃球運動員。他現在效力於VTB籃球聯賽的庫班火車頭。他也代表立陶宛國家籃球隊參賽。